# Sebastian Schwarz (Fußballspieler)
Sebastian Schwarz (* 25. Jänner 2003 in Wiener Neustadt) ist ein österreichischer Fußballspieler.

## Karriere
Schwarz begann seine Karriere beim USC Kirchschlag. Im Jänner 2017 wechselte er in die AKA St. Pölten, in der er bis zum Ende der Saison 2020/21 sämtliche Altersstufen durchlief. Zur Saison 2021/22 wechselte er zum Zweitligisten FC Juniors OÖ, bei dem er einen bis Juni 2024 laufenden Vertrag erhielt. Bei den Oberösterreichern spielte er zunächst in der Akademie, ehe er schließlich im September 2021 in der 2. Liga debütierte, als er am neunten Spieltag jener Saison gegen den SC Austria Lustenau in der 63. Minute für Sebastian Kapsamer eingewechselt wurde. Insgesamt kam er für die Juniors zu zwei Zweitligaeinsätzen. Nach der Saison 2021/22 zog sich das Team aus der 2. Liga zurück, woraufhin Schwarz es verließ und sich dem Regionalligisten Kremser SC anschloss.